# Hélène Bouvier
Pour les articles homonymes, voir Bouvier.
Hélène Bouvier (née le 20 juin 1905 à Paris où elle est morte le 11 mars 1978) est une chanteuse d’opéra mezzo-soprano / contralto représentative de l’école française.

## Biographie
Elle étudie au Conservatoire de Paris et fait ses débuts en 1930 à Nantes dans Orphée et Eurydice de Gluck. Puis elle part pour l'Argentine où elle chante au Teatro Colón de Buenos Aires.
De retour en France, elle fait ses débuts au Palais Garnier et à l'Opéra-Comique au cours de la saison 1938-1939, où elle chante les  rôles de Carmen, Dalila dans le Samson et Dalila de Camille Saint-Saëns.
Son répertoire comprend également Charlotte dans le Werther de Jules Massenet, Geneviève dans Pelléas et Mélisande de Debussy, la mère dans Louise de Charpentier, Margared  dans Le Roi d'Ys d'Édouard Lalo, Emilia de l’Otello de Verdi, Marie dans L'Enfance du Christ de Berlioz, l'aubergiste dans le Boris Godounov de Moussorgski, l'Hérodiade de Massenet, Fricka, Brangäne du Tristan und Isolde et Ortrud du Lohengrin de Richard Wagner ou Hébé dans Les Indes galantes de Jean-Philippe Rameau.
En 1946, elle chante au Palais Garnier la Padmâvatî d'Albert Roussel.
Et en 1952, elle participe à la première de  Dolorès de Michel-Maurice Levy.
Elle a fait des apparitions à la Scala de Milan en 1957 dans Le Martyre de saint Sébastien de Debussy, à « La Monnaie » de Bruxelles, à l'Opéra de Monte-Carlo, ainsi qu’à Dresde et à Leipzig, au Holland Festival, et de nouveau au Teatro Colón de 1949 à 1965.
Elle a participé à la création d'œuvres contemporaines, notamment le Requiem de Maurice Duruflé  et Bolivar de Darius Milhaud. Elle a également été admirée dans l’Antigone d'Arthur Honegger et l’Œdipe Roi de  Stravinsky.
Elle est amie avec Victorina Durán.
Hélène Bouvier se retire de la scène en 1967 après une paralysie partielle et enseigne à Paris jusqu’à sa mort en 1978.

## Discographie sélective
Hector Berlioz : L'Enfance du Christ, op. 25 (solos), Hélène Bouvier, Jean Giraudeau, Michel Roux, Louis Noguéra, Chœurs Raymond Saint-Paul, Orchestre de la Société des Concerts du Conservatoire, dir. André Cluytens (Pathé) [enregistré en juin 1951]. Réédité en CD par Parlophone (Erato-Warner) en 2017 dans le coffret « André Cluytens : the complete orchestral & concerto recordings », puis par Cascavelle en 2019 dans le coffret « Hector Berlioz : enregistrements inoubliables ». Disponible sur YouTube.
Camille Saint-Saëns : Samson et Dalila, Hélène Bouvier, José Luccioni, Charles Cambon, Orchestre de l'Opéra de Paris, Louis Fourestier, (1946), (CD Naxos)
Henri Duparc : 13 mélodies, Jacqueline Bonneau, piano. LP Pathé 1958, report CD Les introuvables Classica vol. 25 2022